# Gong'an (köping i Kina)
Gong'an (kinesiska: 公安镇, 公安) är en köping i Kina. Den ligger i den autonoma regionen Guangxi, i den södra delen av landet, omkring 350 kilometer nordost om regionhuvudstaden Nanning. Antalet invånare är 43506. Befolkningen består av 21 087 kvinnor och 22 419 män. Barn under 15 år utgör 23,0 %, vuxna 15-64 år 65 %, och äldre över 65 år 10,0 %.
Genomsnittlig årsnederbörd är 2 260 millimeter. Den regnigaste månaden är juni, med i genomsnitt 376 mm nederbörd, och den torraste är oktober, med 44 mm nederbörd.